# Bodo Uhse
Bodo Uhse (Rastatt, 12 marzo 1904 – Berlino, 2 luglio 1963) è stato uno scrittore tedesco.

## Biografia
Nel 1927 divenne redattore di riviste naziste, ma nel 1932 aderì al comunismo, venendo poi costretto ad emigrare in Francia dopo l'incendio del Reichstag.
Partecipò alla guerra civile spagnola tra le file dei repubblicani, ma dopo la sconfitta della sua fazione si dovette rifugiare in Messico. Tornato nella DDR nel 1948, diresse la rivista Aufbau e, nel 1963, Sinn und Form.
Tra le sue opere si ricordano Leutnant Bertram e il ciclo incompiuto Die Patrioten, incentrati su sentimenti antifascisti.
Fu cognato di Beate Uhse.